# Ottomaanse Liberale Partij
De Ottomaanse Liberale Partij (Turks: Osmanlı Ahrar Fırkası) was een liberale politieke partij ten tijde van de tweede constitutionele periode van het Ottomaanse Rijk.
De partij kwam voort uit de Jong Turkse beweging die in 1908 voortkwam uit de liberale vleugel van het Comité voor Eenheid en Vooruitgang, welke partij volgens de oprichters in steeds nationalistischer vaarwater terecht was gekomen en bovendien te veel verwachtte van de staat en te weinig van het individu om tot de nodige hervormingen te komen. Ook heerste er onvrede over de economische koers van het Comité die zich bewoog in de richting van economische dirigisme in plaats van het economisch liberale. De belangrijkste figuur binnen de Liberale Partij was de socioloog en filosoof prins Sabahaddin (1879-1948), een neef van sultan Abdul Hamid II. Hij onderging sterk de invloed van het Britse en Franse liberalisme en was voorstander van beperkte overheidsinmenging in het economisch leven. Sabahaddin en de andere oprichters van de partij waren voorstanders van een constitutionele monarchie en het zogenaamde "Ottomanisme", dat gelijke rechten voor alle volkeren en godsdiensten binnen het rijk voorstond. De sultan zou fungeren als een nationaal symbool van de eenheid. Grootste punt van verschil met het Comité voor Eenheid en Vooruitgang was dat de Ottomaanse Liberale Partij voorstander was van decentralisatie, terwijl de eerste partij juist streefde naar een sterk centraal gezag.
Bij de verkiezingen van 1908 moest de partij het afleggen tegen het Comité voor Eenheid en Vooruitgang en wist maar een beperkt aantal zetels in het parlement te veroveren. De partij werd ervan beschuldigd betrokken te zijn geweest bij de mislukte coup van 1909 waarbij de sultan, hoge officieren en staatsfunctionarissen een einde probeerde te maken aan de macht van het Comité voor Eenheid en Vooruitgang. Sabahaddin vluchtte naar Zwitserland en keerde pas na de Eerste Wereldoorlog naar Turkije terug. In 1910 werd de Liberale Partij formeel ontbonden.

## Verwijzingen
1. ↑  Of: Osmaanse
2. ↑  Om vervolgens in 1924 als lid van het keizerlijk huis te worden uitgewezen.